# Kiko-chan's Smile
Kiko-chan's Smile (きこちゃんすまいる Kikochan Sumairu?) es un manga creado por Tsubasa Nunoura en el año 1993, que ha sido adaptado a un anime de 51 capítulos, emitido en Japón desde el 5 de octubre de 1996 hasta el 27 de septiembre de 1997. Se trata sobre una niña de preescolar quien tiene muchas de las características de una niña prodigio, pero al mismo tiempo demuestra muchas tendencias extrañas y una extraña personalidad.

## Personajes
Kiko Ninomiya
Es la protagonista de la serie. Kiko es una niña de cuatro años que asiste a escuela preescolar en Tokio. Es capaz de hacer muchas cosas que la mayoría de los niños de cuatro años no pueden, como cocinar y hacer las compras sin supervisión. Pese al nombre de la serie, Kiko sonríe con muy poca frecuencia, y es casi tan raro que ella hable. Aun así, Kiko es popular entre sus compañeros de clase. Ella también tiene una gran variedad de intereses, como el ballet, aprender inglés, jugar videojuegos e interferir con la vida amorosa de su maestra.
Megumi-sensei
La maestra de preescolar de Kiko. Tiene 20 años, y este es su primer trabajo después de salir de la universidad. Las excentricidades de Kiko por poco hacen que también sea el último, pero Kiko está encariñada con ella y toma su felicidad como un proyecto personal. Kiko también interfiere en su vida amorosa, y le ayuda a encontrar un novio con el cual se casa en el último episodio. Odia las zanahorias, al punto de desmayarse cuando ve una.